# Italie au Concours Eurovision de la chanson 1957
L'Italie a participé au Concours Eurovision de la chanson en 1957 à Francfort-sur-le-Main, en Allemagne de l'Ouest. La chanson Corde della mia chitarra chantée par Nunzio Gallo a été sélectionnée lors du Festival de Sanremo, organisée par le radiodiffuseur italien RAI.

## À l'Eurovision
L'Italie est le 4e pays lors de la soirée du concours, après le Royaume-Uni et avant l'Autriche. À l'issue du vote, l'Italie a reçu 7 points, se classant 6e sur 10 pays.

### Points attribués à l'Italie
Chaque pays avait un jury de dix personnes. Chaque membre du jury pouvait donner un point à sa chanson préférée.
| 10 points | 9 points | 8 points | 7 points                 | 6 points                           |
| --------- | -------- | -------- | ------------------------ | ---------------------------------- |
|           |          |          |                          |                                    |
| 5 points  | 4 points | 3 points | 2 points                 | 1 point                            |
|           |          |          | - Pays-Bas - Royaume-Uni | - Belgique - Danemark - Luxembourg |

### Points attribués par l'Italie
| 4 points | Luxembourg                |
| 3 points | Danemark                  |
| 1 point  | Allemagne Pays-Bas Suisse |